# Área de Proteção Ambiental de Cairuçu
A Área de Proteção Ambiental de Cairuçu está localizada no estado do Rio de Janeiro. O bioma predominante é o da Mata Atlântica. Criada em território da antiga fazenda onde viveram Ana Francisca, a senhora de Bangu; e Gregório de Castro Morais e Souza, o barão de Piraquara e militar do período imperial. Palco de herança indigna de Idelfonso de Oliveira Caldeira Brant, o mineiro marquês de Barbacena.